# NGC 5352
NGC 5352 é uma galáxia elíptica (E-S0) localizada na direcção da constelação de Canes Venatici. Possui uma declinação de +36° 08' 03" e uma ascensão recta de 13 horas, 53 minutos e 38,3 segundos.
A galáxia NGC 5352 foi descoberta em 1 de Maio de 1785 por William Herschel.